# جوردن يوفانوفيتش
جوردن يوفانوفيتش (27 يناير 1992 في صربيا - ) هو لاعب كرة قدم صربي في مركز الوسط. لعب مع FK Teleoptik ‏ وFK BSK Borča ‏.

## وصلات خارجية
- جوردن يوفانوفيتش على موقع قاعدة بيانات كرة القدم.إي يو (الإنجليزية)
- جوردن يوفانوفيتش على موقع Soccerway.com (الإنجليزية)